# Port lotniczy Kawthaung
Port lotniczy Kawthaung – międzynarodowy port lotniczy położony w Kawthaung, w Mjanmie.